# Antonio Rodríguez (político peruano)
Antonio Rodríguez fue un político peruano. 
Fue miembro del Congreso Constituyente de 1822 por el departamento de La Libertad. Dicho congreso constituyente fue el que elaboró la primera constitución política del país.
Fue miembro del Congreso General Constituyente de 1827 por el departamento de La Libertad. Dicho congreso constituyente fue el que elaboró la segunda constitución política del país.
Fue senador de la República del Perú por el departamento de La Libertad en 1829 durante el primer gobierno del Mariscal Agustín Gamarra. 
Fue elegido por la provincia de Chachapoyas como miembro del Congreso General de 1839 que expidió la Constitución Política del Perú de 1839, la quinta de la historia del país, durante el segundo gobierno del mariscal Agustín Gamarra.  